# 徐绍清
徐绍清（1907年—1969年），湖南浏阳人，中国湘剧表演艺术家、作曲家、理论家，曾任湖南省湘剧院副院长、湖南省戏剧家协会副主席，第二届全国政协委员。著有《我学湘戏》、《湘剧高腔初探》。